# Marie Laurencin
Marie Laurencin (Párizs, 1883. október 1. – Párizs, 1956. június 8.) francia festő, akit idillikus tájban ábrázolt nőalakjai tettek híressé.
Laurencin porcelánfestést tanult fiatal korában, csakúgy, mint Pierre-Auguste Renoir, valamint rajzórákat vett a város által üzemeltetett képzőművészeti iskolában és az Académie Humbert-ben. Első kiállítását 1907-ben, mindössze 24 évesen rendezte. Tagja volt Pablo Picasso körének, és Guillaume Apollinaire-rel alkotott egy párt. Vonzódott mindkét nemhez.
1914 nyarán hozzáment egy német báróhoz, és felvette a német állampolgárságot. Hamarosan kitört az első világháború, ezért el kellett hagynia Franciaországot, ahova csak 1921-ben tért vissza.
Gertrude Stein az Alice B. Toklas önéletrajza című autobiográfiájában ezt írta ezekről az évekrőlː „Marie igen boldogtalan volt. Teljes szívével francia volt, formailag viszont német. Ha az ember találkozott vele, azt szokta mondogatni, engedje meg, hogy bemutassam az uramat, egy bosche-t (a németek gúnyneve), a nevére nem emlékszem”. Végül elvált férjétől, és Erik Satie zeneszerző párja lett.
Marie Laurencin valószínűleg 1912 körül ismerkedett meg Apollinaire-en keresztül Paul Guillaume-mal, aki az 1920-as években egy ideig a műkereskedője volt.
Közeli kapcsolatban áll a kubistákkal, különösen a Section d’or csoport tagjaival, akik hatottak stílusára. Palettájának legfőbb árnyalata a tompa rózsaszín, a galambszürke és a mentazöld volt, amelyek álomszerűvé tették festményeit. Témái nők voltak, ahogy egyszer mondtaː „Miért festenék döglött halakat, hagymákat és sörösüvegeket? A lányok sokkal szebbekǃ” Festett portrékat párizsi celebritásokról és az orosz balett tagjairól.
Születésének századik évfordulóján, 1983-ben a japán Naganóban nyílt múzeuma. Festményei olyan intézményekben láthatók, mint például a párizsi Musée de l’Orangerie, New York-i Modern Művészeti Múzeum és a londoni Tate és a szentpétervári Ermitázs.